# Nuoto ai campionati mondiali di nuoto 2015 - 800 metri stile libero femminili
La gara degli 800 metri stile libero femminili si è svolta il 7 e l'8 agosto 2015 presso la Kazan Arena e vi hanno preso parte 43 atleti provenienti da 35 nazioni. Le batterie si sono svolte la mattina del 7 agosto mentre la finale la sera dell'8 agosto.

## Medaglie
| Posizione | Atleta        | Nazionalità   |
| --------- | ------------- | ------------- |
| Oro       | Katie Ledecky | Stati Uniti   |
| Argento   | Lauren Boyle  | Nuova Zelanda |
| Bronzo    | Jazmin Carlin | Regno Unito   |

## Record
Prima della manifestazione il record del mondo (WR) e il record dei campionati (CR) erano i seguenti.
| Record mondiale       | 8'11"00 | Katie Ledecky Stati Uniti | 22 giugno 2014 Shenandoah, Stati Uniti |
| Record dei campionati | 8'13"86 | Katie Ledecky Stati Uniti | 3 agosto 2013 Barcellona, Spagna       |

## Risultati

### Batterie
| Posizione | Batteria | Corsia | Atleta                   | Nazionalità                   | Tempo   | Note |
| --------- | -------- | ------ | ------------------------ | ----------------------------- | ------- | ---- |
| 1         | 5        | 4      | Katie Ledecky            | Stati Uniti                   | 8:19.42 | Q    |
| 2         | 4        | 5      | Jessica Ashwood          | Australia                     | 8:22.17 | Q    |
| 3         | 5        | 6      | Lotte Friis              | Danimarca                     | 8:23.12 | Q    |
| 4         | 5        | 5      | Lauren Boyle             | Nuova Zelanda                 | 8:23.66 | Q    |
| 5         | 4        | 4      | Jazmin Carlin            | Regno Unito                   | 8:23.83 | Q    |
| 6         | 4        | 6      | Sharon van Rouwendaal    | Paesi Bassi                   | 8:24.83 | Q    |
| 7         | 4        | 2      | Sarah Köhler             | Germania                      | 8:26.16 | Q    |
| 8         | 5        | 3      | Boglárka Kapás           | Ungheria                      | 8:26.96 | Q    |
| 9         | 5        | 2      | Leonie Beck              | Germania                      | 8:28.39 |      |
| 10        | 4        | 3      | Becca Mann               | Stati Uniti                   | 8:28.44 |      |
| 11        | 3        | 2      | Kristel Köbrich          | Cile                          | 8:33.12 |      |
| 12        | 5        | 8      | Andreína Pinto           | Venezuela                     | 8:33.33 |      |
| 13        | 4        | 7      | Melani Costa             | Spagna                        | 8:34.89 |      |
| 14        | 5        | 9      | Zhang Yuhan              | Cina                          | 8:35.17 |      |
| 15        | 4        | 1      | Jessica Thielmann        | Regno Unito                   | 8:36.88 |      |
| 16        | 5        | 7      | Martina Rita Caramignoli | Italia                        | 8:38.56 |      |
| 17        | 4        | 8      | Tjaša Oder               | Slovenia                      | 8:38.85 |      |
| 18        | 3        | 7      | Julia Hassler            | Liechtenstein                 | 8:39.12 |      |
| 19        | 5        | 1      | Erica Musso              | Italia                        | 8:39.55 |      |
| 20        | 2        | 5      | Valerie Gruest           | Guatemala                     | 8:39.88 |      |
| 21        | 3        | 3      | Samantha Arévalo         | Ecuador                       | 8:41.15 |      |
| 22        | 4        | 0      | Beatriz Gómez Cortés     | Spagna                        | 8:41.72 |      |
| 23        | 2        | 3      | Maria Pugliese           | Colombia                      | 8:42.14 |      |
| 24        | 3        | 0      | Montserrat Ortuño        | Messico                       | 8:42.83 |      |
| 25        | 3        | 4      | Cao Yue                  | Cina                          | 8:43.24 |      |
| 26        | 3        | 5      | Leah Neale               | Australia                     | 8:44.38 |      |
| 27        | 4        | 9      | Emma Robinson            | Nuova Zelanda                 | 8:44.86 |      |
| 28        | 3        | 9      | Monique Olivier          | Lussemburgo                   | 8:45.37 |      |
| 29        | 3        | 6      | Joanna Evans             | Bahamas                       | 8:49.96 |      |
| 30        | 2        | 4      | Martina Elhenická        | Rep. Ceca                     | 8:53.08 |      |
| 31        | 2        | 6      | Khoo Cai Lin             | Malaysia                      | 8:55.20 |      |
| 32        | 3        | 1      | Jo Hyun-ju               | Corea del Sud                 | 8:57.66 |      |
| 33        | 2        | 1      | Daniela Miyahara         | Perù                          | 9:00.30 |      |
| 34        | 2        | 2      | Rachel Tseng             | Singapore                     | 9:01.19 |      |
| 35        | 2        | 7      | Daniella van den Berg    | Aruba                         | 9:03.71 |      |
| 36        | 2        | 9      | Helena Moreno            | Costa Rica                    | 9:09.27 |      |
| 37        | 3        | 8      | Valeriya Salamatina      | Russia                        | 9:11.78 |      |
| 38        | 2        | 8      | Hannah Gill              | Barbados                      | 9:16.23 |      |
| 39        | 2        | 0      | Talita Flan              | Costa d'Avorio                | 9:16.89 |      |
| 40        | 1        | 4      | Gabriella Doueihy        | Libano                        | 9:18.30 |      |
| 41        | 1        | 5      | Lena Rannvaardottir      | Fær Øer                       | 9:35.53 |      |
| 42        | 1        | 3      | Makaela Holowchak        | Antigua e Barbuda             | 9:37.68 |      |
| 43        | 1        | 6      | Victoria Chentsova       | Isole Marianne Settentrionali | 9:48.87 |      |
|           | 5        | 0      | Coralie Balmy            | Francia                       |         | DNS  |

### Finale
| Posizione | Corsia | Atleta                | Nazionalità   | Tempo   | Note |
| --------- | ------ | --------------------- | ------------- | ------- | ---- |
| 1         | 4      | Katie Ledecky         | Stati Uniti   | 8:07.39 | WR   |
| 2         | 6      | Lauren Boyle          | Nuova Zelanda | 8:17.65 | OC   |
| 3         | 2      | Jazmin Carlin         | Regno Unito   | 8:18.15 |      |
| 4         | 5      | Jessica Ashwood       | Australia     | 8:18.41 |      |
| 5         | 3      | Lotte Friis           | Danimarca     | 8:21.36 |      |
| 6         | 8      | Boglárka Kapás        | Ungheria      | 8:22.93 |      |
| 7         | 1      | Sarah Köhler          | Germania      | 8:23.67 |      |
| 8         | 7      | Sharon van Rouwendaal | Paesi Bassi   | 8:24.12 |      |